# Lavrania cactiformis
Lavrania cactiformis là một loài thực vật có hoa trong họ La bố ma. Loài này được (Hook.) Bruyns mô tả khoa học đầu tiên năm 1993.